# Ankanathapura, Krishnarajpet
Ankanathapura là một làng thuộc tehsil Krishnarajpet, huyện Mandya, bang Karnataka, Ấn Độ.